# Nelli Kim
Nelli Vladimirovna Kim-Atsjasov (Russisch: Нелли Владимировна Ким-Ачасов) (Shurab, 29 juli 1957) is een voormalig turnster uit de Sovjet-Unie. Ze vertegenwoordigde haar vaderland op de Olympische Zomerspelen 1976 in Montreal en de Olympische Zomerspelen 1980 in Moskou. Ze was de eerste vrouw die een perfecte 10 scoorde op de sprong en op de vloer tijdens een olympisch toernooi.
Na haar topsport carrière werd Kim een FIG gecertificeerd jurylid en coach voor onder andere het Zuid-Koreaans, Italiaans en Wit-Russisch nationale turnteam. In 1993 werd ze aangesteld als president van het beoordelend comité in Wit-Rusland en drie jaar later werd ze president van het internationaal technisch comité. Hier hielp ze mee aan de ontwikkeling van de huidige 'Code of Points' (regelgeving voor het score systeem). En in 1999 kreeg ze een plaats in de 'International Gymnastics Hall of Fame'.
Nelli's vader is Korjo-saram en haar moeder is tataars. Verder is ze geboren in een gebied dat tegenwoordig bij Tadzjikistan behoort en op jonge leeftijd verhuisde ze naar Şımkent, huidig Kazachstan. In 1977 trouwde ze met turner Vladimir Atsjasov van wie ze in 1979 weer scheidde. In 1980 trouwde ze opnieuw, dit keer met wielrenner Valerij Movtsjan met wie ze een dochter heeft, Nelli, en woont ze tegenwoordig in de Verenigde Staten.

## Resultaten

### Olympische Zomerspelen
| Jaar | Plaats   | Resultaten                                                               |
| ---- | -------- | ------------------------------------------------------------------------ |
| 1976 | Montreal | Team meerkamp · Individuele meerkamp · Sprong · 6e Brug ongelijk · Vloer |
| 1980 | Moskou   | Team meerkamp · 6e Individuele meerkamp · 6e Brug ongelijk · Vloer       |

### Wereldkampioenschappen
| Jaar | Plaats      | Resultaten                                                                            |
| ---- | ----------- | ------------------------------------------------------------------------------------- |
| 1974 | Varna       | Team meerkamp · Balk                                                                  |
| 1978 | Straatsburg | Team meerkamp · Individuele meerkamp · 6e Sprong · Brug ongelijk · 6e Balk · 4e Vloer |
| 1979 | Fort Worth  | Team meerkamp · Individuele meerkamp · Sprong · 5e Brug ongelijk · Balk · Vloer       |

### Europese kampioenschappen
| Jaar | Plaats | Resultaten                                                      |
| ---- | ------ | --------------------------------------------------------------- |
| 1975 | Skien  | Individuele meerkamp · sprong · Brug ongelijk · Balk · Vloer    |
| 1977 | Praag  | Individuele meerkamp · Sprong · 4e Brug ongelijk · Balk · Vloer |

### Top scores
Hoogst behaalde scores op mondiaal niveau (Olympische Spelen of Wereldkampioenschap finales).
| Onderdeel            | Score  | Wedstrijd                   | Locatie    |
| -------------------- | ------ | --------------------------- | ---------- |
| Individuele meerkamp | 78.675 | Olympische Zomerspelen 1976 | Montreal   |
| Sprong               | 19.800 | Olympische Zomerspelen 1976 | Montreal   |
| Brug ongelijk        | 19.725 | Olympische Zomerspelen 1980 | Moskou     |
| Balk                 | 19.625 | Wereldkampioenschappen 1979 | Fort Worth |
| Vloer                | 19.875 | Olympische Zomerspelen 1980 | Moskou     |